# ميا
ميا ماري هاريسون (بالإنجليزية: Mýa)‏ (ولدت في 10 أكتوبر 1979) فنانة تسجيلية وكاتبة أغاني وممثلة أميركية. ولدت في عائلة موسيقية.

## روابط خارجية
- الموقع الرسمي
- ميا على موقع IMDb (الإنجليزية)
- ميا على موقع روتن توميتوز (الإنجليزية)
- ميا على موقع ألو سيني (الفرنسية)
- ميا على موقع ألو سيني (الفرنسية)
- ميا على موقع ميوزك برينز (الإنجليزية)
- ميا على موقع أول موفي (الإنجليزية)
- ميا على موقع قاعدة بيانات برودواي على الإنترنت (الإنجليزية)
- ميا على موقع قاعدة بيانات الأفلام السويدية (السويدية)
- ميا على موقع إن إن دي بي (الإنجليزية)
- ميا على موقع أول ميوزيك (الإنجليزية)
- الموقع الرسمي